# Liste der Baudenkmale in Werben (Spreewald)
In der Liste der Baudenkmale in Werben sind alle Baudenkmale der brandenburgischen Gemeinde Werben und ihrer Ortsteile aufgelistet. Grundlage ist die Veröffentlichung der Landesdenkmalliste mit dem Stand vom 31. Dezember 2021. Die Bodendenkmale sind in der Liste der Bodendenkmale in Werben (Spreewald) aufgeführt.

## Baudenkmale in den Ortsteilen
In den Spalten befinden sich folgende Informationen:
- ID-Nr.: Die Nummer wird vom Brandenburgischen Landesamt für Denkmalpflege vergeben. Ein Link hinter der Nummer führt zum Eintrag über das Denkmal in der Denkmaldatenbank. In dieser Spalte kann sich zusätzlich das Wort Wikidata befinden, der entsprechende Link führt zu Angaben zu diesem Denkmal bei Wikidata.
- Lage: die Adresse des Denkmales und die geographischen Koordinaten. Link zu einem Kartenansichtstool, um Koordinaten zu setzen. In der Kartenansicht sind Denkmale ohne Koordinaten mit einem roten beziehungsweise orangen Marker dargestellt und können in der Karte gesetzt werden. Denkmale ohne Bild sind mit einem blauen bzw. roten Marker gekennzeichnet, Denkmale mit Bild mit einem grünen beziehungsweise orangen Marker.
- Bezeichnung: Bezeichnung in den offiziellen Listen des Brandenburgischen Landesamtes für Denkmalpflege. Ein Link hinter der Bezeichnung führt zum Wikipedia-Artikel über das Denkmal.
- Beschreibung: die Beschreibung des Denkmales
- Bild: ein Bild des Denkmales und gegebenenfalls einen Link zu weiteren Fotos des Baudenkmals im Medienarchiv Wikimedia Commons

### Brahmow
| ID-Nr.   | Lage                 | Bezeichnung | Beschreibung | Bild       |
| -------- | -------------------- | ----------- | ------------ | ---------- |
| 09125286 | Dorfstraße 32 (Lage) | Herrenhaus  |              | Herrenhaus |

### Werben
| ID-Nr.                           | Lage              | Bezeichnung                                                | Beschreibung | Bild                       |
| -------------------------------- | ----------------- | ---------------------------------------------------------- | --- | -------------------------- |
| 09125285                         | Am Anger (Lage)   | Dorfkirche sowie Grabsteine und Denkstein auf dem Kirchhof | Die evangelische Dorfkirche wurde im spätgotischen Stil in der ersten Hälfte des 15. Jahrhunderts erbaut. Ab 1734 wurde sie umfangreich umgebaut. Nachdem die Kirche bei Kampfhandlungen gegen Ende des Zweiten Weltkrieges beschädigt wurde, erfolgte bis 1962 der Wiederaufbau. | weitere Bilder             |
| 09126052 Teilobjekt zu: 09125285 | Am Anger ()       | Taufengel                                                  | | ein Bild hochladen         |
| 09126262 Teilobjekt zu: 09125285 | Am Anger ()       | Gedenkstein                                                | | Gedenkstein                |
| 09126263 Teilobjekt zu: 09125285 | Am Anger ()       | Grabmal                                                    | | ein Bild hochladen         |
| 09125339                         | Am Anger 5 (Lage) | Gedenkstein für Mato Kosyk                                 | Der Gedenkstein gedenkt an den niedersorbischer Dichter Mato Kosyk. Es ist ein Denkmal aus Beton mit einer Bedachung und einer Inschriftentafel. Als Inschrift sind die Lebensdaten dargestellt.                                                                                  | Gedenkstein für Mato Kosyk |